# انه ارگما
انه ارگما (استونیایی: Ene Ergma؛ زادهٔ ۲۹ فوریهٔ ۱۹۴۴) سیاستمدار و دانشمند اهل استونی است. وی از سال ۲۰۰۳ تا ۲۰۰۶ و ۲۰۰۷ تا ۲۰۱۴ رئیس مجلس استونی بود.